# VfB Pößneck
Der VfB 09 Pößneck ist ein Fußballverein aus dem thüringischen Pößneck. Er nutzt den städtischen Sportpark „An der Warte“ im Nordwesten der Stadt, der mit einem Rasenplatz ausgestattet ist und über eine Kapazität von 3250 Zuschauern verfügt. Die Vereinsfarben sind Blau-Gelb, der Verein hat ca. 266 Mitglieder. Der Verein tritt mit zwei Männermannschaften an. Im Jugendbereich gründeten die Vereine VfB 09 Pößneck, TSV 1860 Ranis, TSV Germania Krölpa und TSV 1898 Oppurg den JFC Saale-Orla e. V. und bündeln damit ihre Kräfte im Nachwuchsbereich. Aktuell gibt es 9 Nachwuchsmannschaften. Außerdem besitzt der VfB 09 Pößneck ein Altherrenteam.

## Geschichte

### Strukturelle Entwicklung
Am 2. August 1909 wurde der Verein für Bewegungsspiele (V.f.B.) Pößneck gegründet. Am 17. Mai 1925 folgte die Einweihung des noch heute heimischen Sportpark „An der Warte“. Der Verein spielte über Jahre in der damals höchsten deutschen Spielklasse, der Gauliga.
Nach dem Zweiten Weltkrieg fiel der VfB unter das Vereinsverbot, das auf Betreiben der Alliierten für alle Sportvereine Deutschlands verhängt wurde. An seine Stelle trat zunächst eine locker organisierte Sportgemeinschaft, die 1950 im Rahmen der in der DDR vorangetriebenen Bildung von Betriebssportgemeinschaften (BSG) von den Pößnecker Volltuchwerken übernommen und in die BSG Fortschritt Pößneck umstrukturiert wurde. Wie üblich bot die BSG neben Fußball weitere Sportarten an. 1980 fand ein Wechsel des Trägerbetriebs statt, das Wälzlagerwerk Rotasym übernahm die BSG, die daraufhin in „Rotasym Pößneck“ umbenannt wurde. Als nach der politischen Wende von 1989 das System der Betriebssportgemeinschaften zusammenbrach, gründeten Mitglieder der Sektionen Fußball von Rotasym Pößneck und Rotation Pößneck im Jahre 1990 zunächst die SG Pößneck aus der 1991 der nach dem damaligen Hauptsponsor benannte Sportverein WSD Pößneck wurde. Am 27. Mai 1994 nahm der Verein wieder seinen alten Namen VfB 09 Pößneck an.
Seit September 2011 gibt es in Pößneck einen sehr hochwertigen Kunstrasenplatz, welcher der VfB 09 Pößneck zum Training und als Ausweichspielstätte nutzt. Somit haben sich die Trainingsbedingungen erheblich verbessert. Dieser befindet sich integriert in den Sportkomplex „Griebse“.

### Entwicklung des Fußballsports
Bis zum Ende des Zweiten Weltkriegs gehörte der V.f.B. zeitweise zur höchsten deutschen Spielklasse, der regionalisierten Gauliga. Zu Spitzenplätzen und der im K.-o.-System ausgetragenen Deutschen Meisterschaft reichte es aber nicht. Nach Kriegsende beteiligte sich die SG Pößneck zunächst nicht an den thüringischen Meisterschaften. Als 1952 im DDR-Fußballspielbetrieb die neue drittklassige Bezirksliga eingerichtet wurde, gehörte die BSG Fortschritt Pößneck zu den Gründungsgemeinschaften der Bezirksliga Gera. Sie musste jedoch schon 1954 absteigen und kehrte erst 1958 wieder in die inzwischen nur noch viertklassige Bezirksliga zurück. 1962 erfolgte erneut ein Abstieg, dem erst 1975 die Rückkehr in die da wieder drittklassige Bezirksliga folgte. Anschließend entwickelte sich die BSG zur Fahrstuhlmannschaft zwischen Dritt- und Viertklassigkeit mit zeitweise guten Platzierungen in der Bezirksliga (1980 und 1982 Platz 2). Von 1985 bis zum Ende des DDR-Fußballspielbetriebs im Jahre 1990 war Rotasym Pößneck dauerhaft in der Bezirksliga vertreten.
Als Dritt- und Viertligist waren die BSG Fortschritt und Rotasym in den Pokalwettbewerben relativ erfolgreich, 1980, 1982 und 1988 wurde der Bezirkspokal gewonnen. Fortschritt stand sowohl 1956 als auch 1957 jeweils im Bezirkspokalfinale und hatte sich damit auch für den DDR-weiten FDGB-Fußballpokal-Wettbewerb qualifiziert. Über die erste Runde kam der Verein jedoch bei keinem seiner fünf Anläufe hinaus:
- 1956: Fortschritt Pößneck - Motor Sonneberg 1:3
- 1957: Fortschritt Pößneck - Motor Schmalkalden 1:5
- 1980: Fortschritt Pößneck - Motor Suhl 2:2 nach Verlängerung, 4:5 im Elfmeterschießen
- 1982: Rotasym Pößneck - Motor Suhl 0:1
- 1988: Rotasym Pößneck - FC Carl Zeiss Jena 0:4

Nach der Einführung des DFB-Spielbetriebes in Ostdeutschland 1991 spielte Pößneck zunächst unterhalb der höchsten Thüringer Spielklasse, erst 1996 stieg der VfB unter Trainer Jürgen Raab in die Landesliga auf. In den Jahren 1997, 1998, 1999 und 2000 verpasste der Verein als Vizemeister jeweils den Aufstieg, erst 2002 wurde der VfB Pößneck Meister der Thüringenliga und stieg in die Südstaffel der Oberliga Nordost auf. In der Saison 2009/10 stiegen die Pößnecker als Tabellenvorletzter in die nunmehr sechstklassige Thüringenliga ab.
Den bisher größten Erfolg im TFV-Pokal erreichte der VfB 09 Pößneck am 21. April 2010. Er gewann mit 2:1 n. V. im Halbfinale dieses Wettbewerbs gegen den Drittligisten FC Rot-Weiß Erfurt und zog somit ins Finale ein. Dieses fand am 16. Mai 2010 vor 1412 Zuschauern im heimischen Stadion statt und wurde mit 0:2 gegen den Regionalligisten ZFC Meuselwitz verloren.
Nach dem Abstieg 2010 spielte der VfB 09 Pößneck in der Saison 2010/11 wieder in der Thüringenliga. Auch dort konnte man die Klasse nicht halten, so dass der VfB 2011/12 nur noch in der siebtklassigen Landesklasse Ost antrat. 2012 folgte der dritte Abstieg in Folge, nunmehr in die achtklassige Kreisoberliga. Wie der Verein am 10. August bekannt gab, zog er die erste Männermannschaft aus dem Spielbetrieb zurück. Die II. Mannschaft spielte in der 1. Kreisklasse Staffel Süd des Kreises Jena-Saale-Orla (10. Liga) und wurde in der darauf folgenden Saison zu ersten. Nachdem die Meisterschaft in der 1. Kreisklasse Staffel Süd des Kreises Jena-Saale-Orla gewonnen und der Aufstieg perfekt gemacht wurde, spielte der VfB 09 Pößneck in der Saison 2013/14 in der Kreisliga Staffel Süd des Kreises Jena-Saale-Orla (9. Liga) und schaffte dort den direkten Durchmarsch in die Kreisoberliga Jena-Saale-Orla (8. Liga). Im Folgejahr stieg man wieder in die Kreisliga ab.
Zur Saison 2016/17 erfolgte ein kompletter Umbruch im Herrenteam des VfB 09 Pößneck und es wurde am Ende ein zweiter Platz in der Kreisliga Jena-Saale-Orla Staffel B erreicht. Dieser berechtigte zur Relegation um den Aufstieg in die Kreisoberliga. Gegner in der Relegation war der SV 08 Rothenstein aus der Staffel A. Das Hinspiel in Rothenstein gewann der VfB 09 Pößneck 2:1 und im Rückspiel im heimischen Sportpark „An der Warte“, vor 300 Zuschauern, erreichte man ein 1:1. Somit spielt der VfB 09 Pößneck seit der Saison 2017/18 in der Kreisoberliga Jena-Saale-Orla.
Auf den Aufstieg aus der Kreisliga im Sommer 2017 folgten drei Jahre in der Kreisoberliga Jena-Saale-Orla. Im ersten Jahr hatte die junge Mannschaft stark zu kämpfen und spielte fast die komplette Hinserie gegen den Abstieg. Neben der sportlichen Talfahrt meldete der neu gewählte Vorstand um den 1. Vorsitzenden Marco Lucanus Insolvenz an, um den Verein zu gesunden und sich von Verbindlichkeiten aus früheren Jahren zu trennen. Mit Hilfe von Insolvenzverwalter Rolf Rombach, ehemals Präsident des FC Rot-Weiß Erfurt, wurde der VfB 09 Pößneck entschuldet und zum Ende der Saison 2017/18 die Leitung wieder vom Insolvenzverwalter an den Vorstand übergeben. Rombach war so angetan vom VfB 09 Pößneck, dass er infolgedessen als Hauptsponsor einstieg und den Verein seither begleitet.
Sportlich wurden dem Team durch die Insolvenz sechs Punkte abgezogen. In der Rückrunde 2018 stabilisierte sich die Mannschaft und beendete die Saison auf dem 8. Tabellenplatz. 2018/19 startete die Mannschaft ambitioniert in das neue Spieljahr und konnte die Hinrunde auf Platz zwei beenden, ehe ein Einbruch in der Rückrunde folgte und man sich zum Abschluss der Serie auf Platz 4 wieder fand.
Im Folgejahr war die Mannschaft die gesamte Spielzeit ungeschlagen, bis zu dem Zeitpunkt, als durch die Corona-Pandemie die Saison abgebrochen werden musste. Der Thüringer-Fußball-Verband ermittelte die Aufsteiger nach Quotientenregel (Gesammelte Punkte durch gespielte Spiele). Dadurch stieg der VfB 09 verdient in die Landesklasse Staffel 1 auf. Nach der Saison 2024/25 stieg der VfB 09 Pößneck in die Kreisoberliga ab. 

Logohistorie
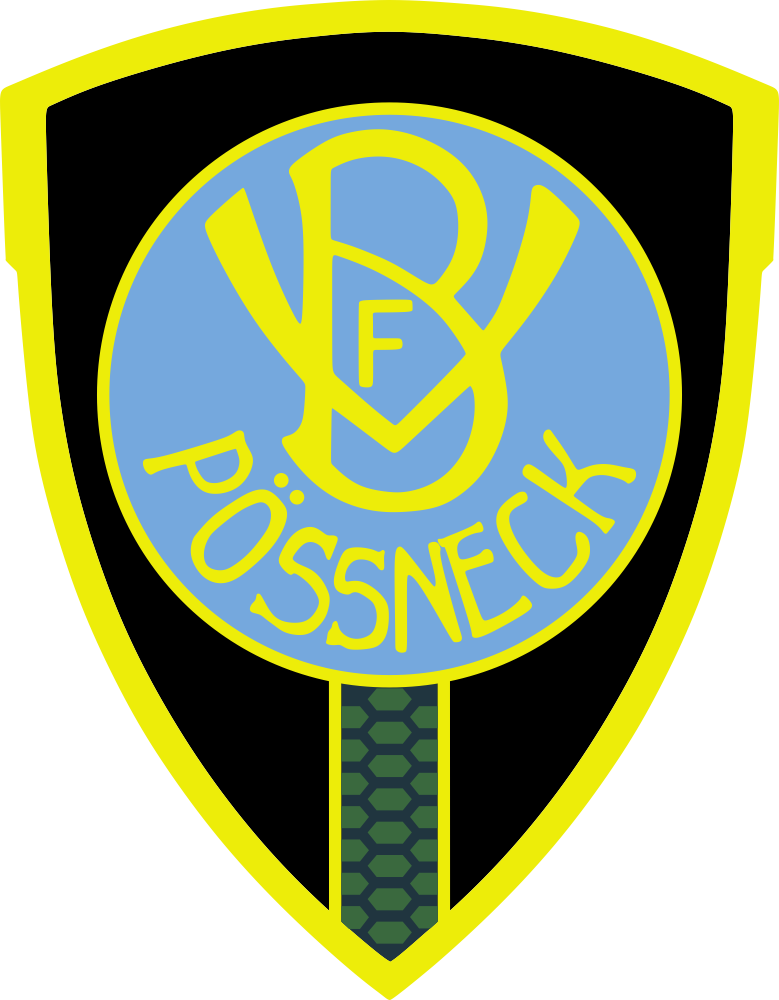
V.f.B. Pößneck 1909–1945
BSG Fortschritt Pößneck 1950–1980
BSG Rotasym Pößneck 1980–1990
VfB 09 Pößneck seit 1994

| Saison                          | Liga                       | Kl. | Platz     | Tore   | Punkte |
| ------------------------------- | -------------------------- | --- | --------- | ------ | ------ |
| 1995/96                         | Landesklasse Ost           | 6   | 1. Platz  |        |        |
| 1996/97                         | Thüringenliga              | 5   | 2. Platz  | 53:17  | 63     |
| 1997/98                         | Thüringenliga              | 5   | 2. Platz  | 46:26  | 57     |
| 1998/99                         | Thüringenliga              | 5   | 2. Platz  | 62:19  | 66     |
| 1999/2000                       | Thüringenliga              | 5   | 2. Platz  | 44:33  | 50     |
| 2000/01                         | Thüringenliga              | 5   | 4. Platz  | 50:28  | 58     |
| 2001/02                         | Thüringenliga              | 5   | 1. Platz  | 62:29  | 62     |
| 2002/03                         | NOFV-Oberliga Süd          | 4   | 12. Platz | 45:65  | 36     |
| 2003/04                         | NOFV-Oberliga Süd          | 4   | 7. Platz  | 38:46  | 36     |
| 2004/05                         | NOFV-Oberliga Süd          | 4   | 8. Platz  | 41:56  | 47     |
| 2005/06                         | NOFV-Oberliga Süd          | 4   | 13. Platz | 29:59  | 24     |
| 2006/07                         | NOFV-Oberliga Süd          | 4   | 13. Platz | 31:51  | 36     |
| 2007/08                         | NOFV-Oberliga Süd          | 4   | 15. Platz | 23:58  | 22     |
| 2008/09                         | NOFV-Oberliga Süd          | 5   | 8. Platz  | 36:35  | 41     |
| 2009/10                         | NOFV-Oberliga Süd          | 5   | 15. Platz | 17:63  | 18     |
| 2010/11                         | Thüringenliga              | 6   | 16. Platz | 27:64  | 23     |
| 2011/12                         | Landesklasse Ost           | 7   | 16. Platz | 35:64  | 22     |
| 2012/13                         | 1. Kreisklasse Staffel Süd | 10  | 1. Platz  | 120:23 | 67     |
| 2013/14                         | Kreisliga Staffel Süd      | 9   | 1. Platz  | 83:32  | 57     |
| 2014/15                         | Kreisoberliga              | 8   | 15. Platz | 21:79  | 10     |
| 2015/16                         | Kreisliga Staffel Süd      | 9   | 8. Platz  | 61:60  | 35     |
| 2016/17                         | Kreisliga Staffel Süd      | 9   | 2. Platz  | 76:25  | 56     |
| 2017/18                         | Kreisoberliga              | 8   | 8. Platz  | 65:50  | 39     |
| 2018/19                         | Kreisoberliga              | 8   | 4. Platz  | 55:28  | 48     |
| 2019/20                         | Kreisoberliga              | 8   | 1. Platz  | 53:16  | 37     |
| 2020/21                         | Landesklasse Ost           | 7   | 7. Platz  | 11:9   | 9      |
| 2021/22                         | Landesklasse Ost           | 7   | 8. Platz  | 50:55  | 29     |
| 2022/23                         | Landesklasse Ost           | 7   | 9. Platz  | 42:54  | 35     |
| 2023/24                         | Landesklasse Ost           | 7   | 11. Platz | 46:57  | 39     |
| 2024/25                         | Landesklasse Ost           | 7   | 14. Platz | 45:73  | 25     |
| 2025/26                         | Kreisoberliga              | 8   |           |        |        |
| *Spielzeiten des VfB 09 Pößneck |                            |     |           |        |        |

- Logohistorie
- V.f.B. Pößneck
1909–1945
- BSG Fortschritt Pößneck
1950–1980
- BSG Rotasym Pößneck
1980–1990
- VfB 09 Pößneck
seit 1994

## Erfolge
- Meister Thüringenliga und Aufstieg in die Oberliga: 2002
- Finalist im TFV-Pokal 2010
- Pokalsieger im Ostthüringer Fußballbezirk: 1995
- Pokalsieger des Bezirkes Gera in der DDR: 1980, 1982 und 1988
- Meister Kreisoberliga und Aufstieg in die Landesklasse Ost 2020

## Trainer seit 1987
- Gerhard Hoppe: 1987–1989
- Trainer 1989/90: (?)
- Trainer 1990/91: (?)
- Trainer 1991/92: (?)
- Norbert Kannt: 1. Juli 1992 bis 30. Juni 1993
- Siegfried Gneupel: 1. Juli 1993 bis 30. Juni 1994
- Knut Fischer: 1. Juli 1994 bis 31. Dezember 1994
- Jürgen Raab: 1. Januar 1995 bis 19. Juli 1997 – 1995/96: Aufstieg in die Thüringenliga
- Uwe Reichmann: 20. Juli 1997 bis 17. November 1997
- Eberhard Vogel: 18. November 1997 bis 31. Dezember 1997
- Axel Wittke: 1. Januar 1998 bis 30. Juni 1999
- Wolfgang Schakau: 1. Juli 1999 bis 11. Oktober 2000 (entlassen)
- Tino Vogel: 12. Oktober 2000 bis Juni 2003 – 2001/02: Aufstieg in die Oberliga
- Lothar Kurbjuweit: Juli 2003 bis September 2004 (Rücktritt nach Kompetenzgerangel mit Präsidium) – zwischen Oktober und Dezember 2004 ohne Trainer
- Olaf Distelmeier: 1. Januar bis 13. April 2005 (entlassen) – danach hatte der Verein einen Monat keinen Trainer
- Lothar Kurbjuweit: 22. Mai bis Dezember 2005 (Ausstieg durch Engagement als Scout beim 1. FC Nürnberg)
- Ulrich Oevermann: Dezember 2005 bis 5. Mai 2006 (entlassen)
- Andreas Wohlfahrt (Interims-Trainer): 6. Mai–31. Mai 2006
- Jörn Schwinkendorf: Januar 2006 bis Juni 2007
- Ulrich Oevermann: Juli bis September 2007 (Rücktritt)
- Uwe Reichmann: September 2006 bis Juni 2008
- Thomas Köhler: 16. April 2008 bis 30. Juni 2009
- Hans-Jörg Leitzke: 1. Juli 2009 bis 23. März 2010 (entlassen)
- Ulrich Göhr: 27. März 2010 bis 30. Juni 2010
- Faruk Hujdurovic: 1. Juli 2010 bis 18. März 2011
- Andreas Wohlfahrt: 19. März 2011 bis 30. Juni 2011
- Marco Gruner: 1. Juli 2011 bis 20. September 2011
- Jens Taudte: seit 21. September 2011 bis 31. Dezember 2012
- Ralf Baumgart: seit 1. Juli 2012 bis 30. Juni 2013
- Jens Taudte: seit 1. Juli 2013 bis 31. Januar 2015
- Sven Trunk: seit 1. Februar 2015 bis 31. Dezember 2015
- Michel Hellwig: seit 1. Januar 2016 bis 8. November 2017
- Johannes Liebmann: von 9. November 2017 bis 31. Dezember 2017 (Interimstrainer)
- Jürgen Walther: von 1. Januar 2018 bis 8. September 2019
- Johannes Liebmann: seit 9. September 2019 bis 3. Mai 2022
- Veit Wohlfahrt und Berater Jürgen Raab: seit 6. Mai 2022 bis 30. Juni 2022
- Jürgen Raab und Veit Wohlfahrt: seit 1. Juli 2022 bis 30. Juni 2025
- [[ ]]: seit 1. Juli 2025